# Blue Corn

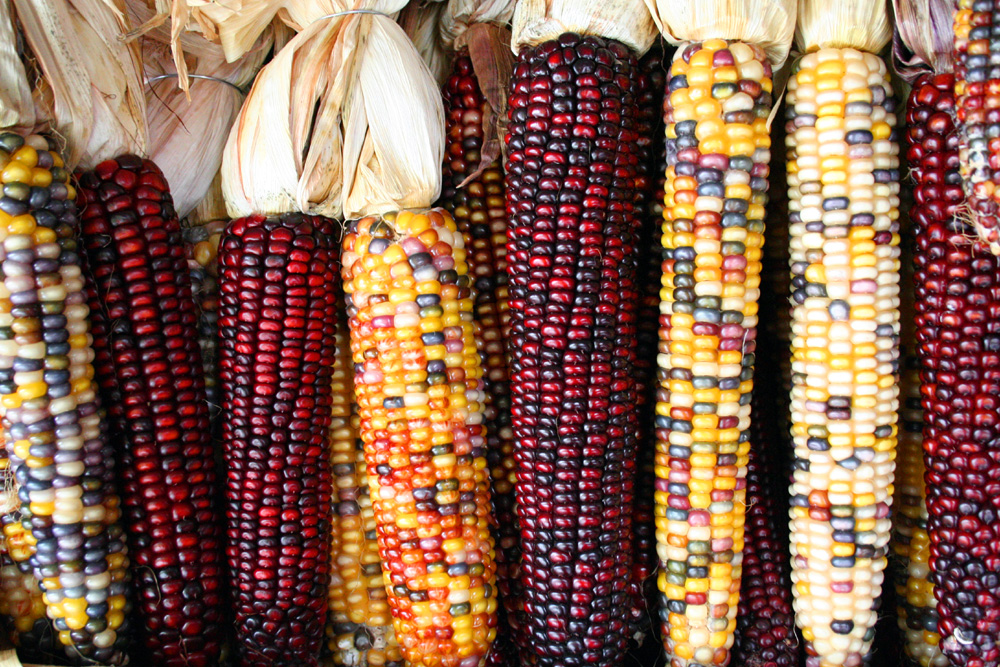
Maiskolben, unter anderem die dunkelblaue Varietät.

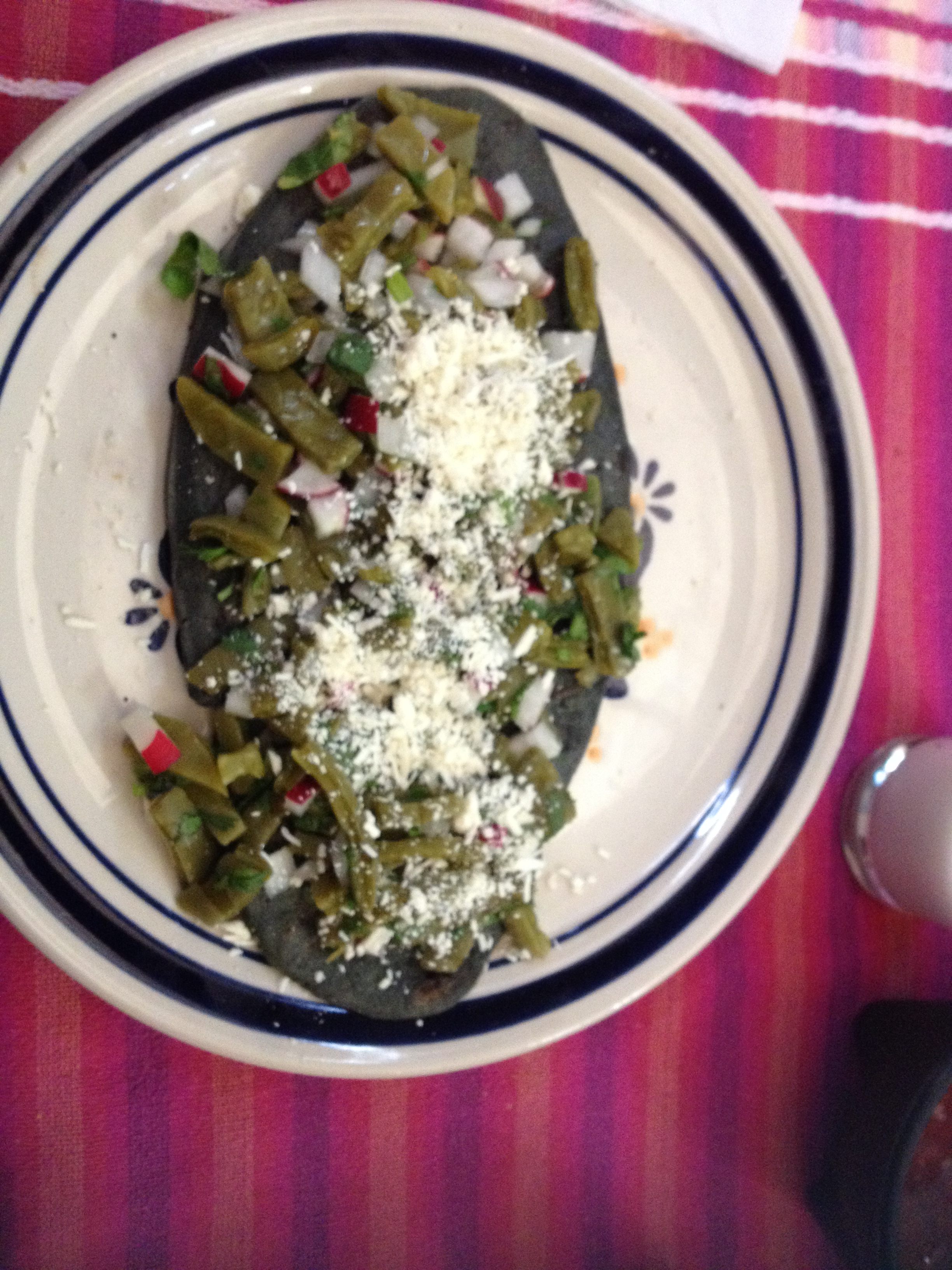
Tlacoyo, mexikanische Vorspeise aus blue corn

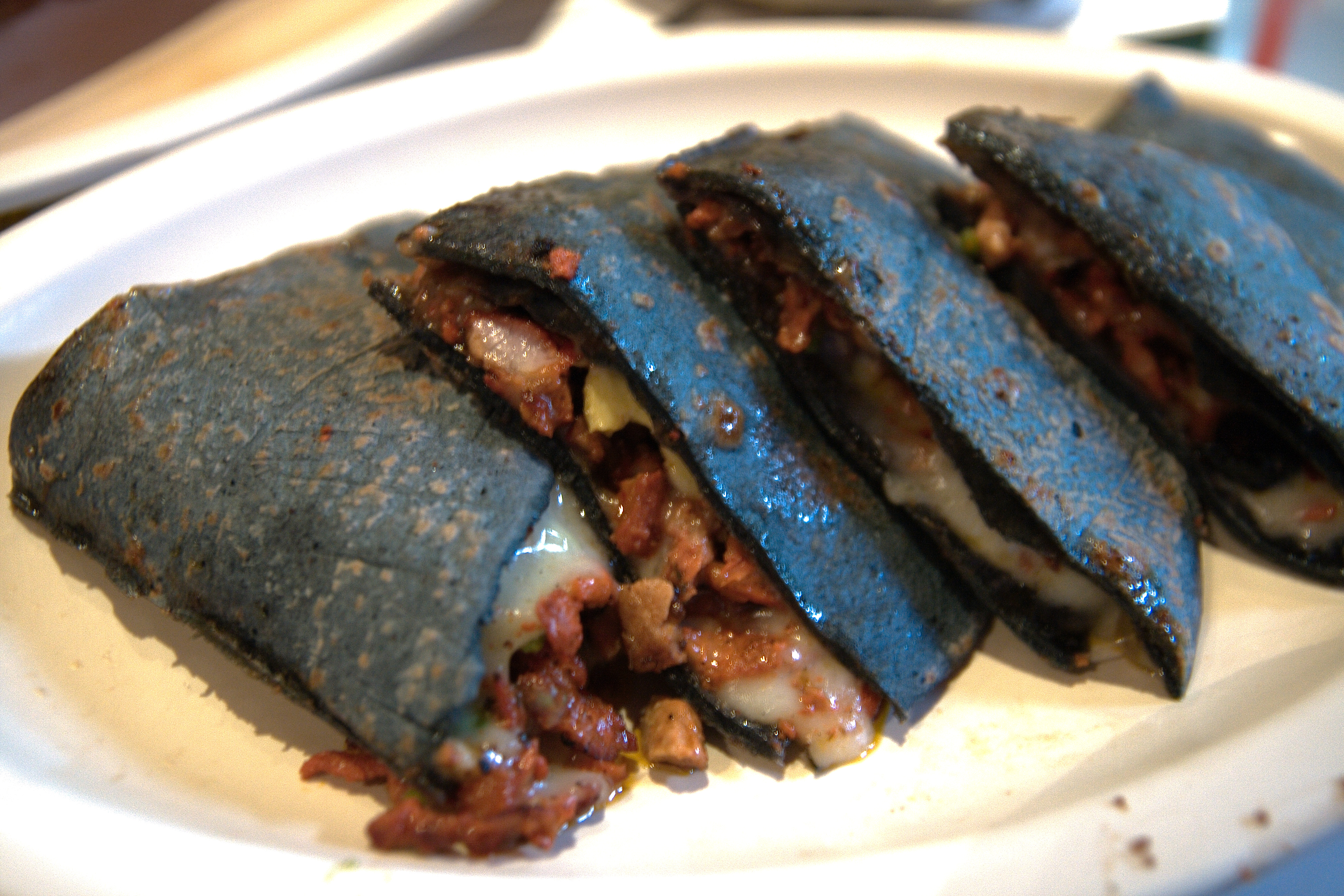
Blue corn Quesadillas.

Blue corn (auch: Hopi maize, Yoeme Blue, Tarahumara Maiz Azul, Rio Grande Blue) sind mehrere eng verwandte Varietäten von flint corn-Mais (Zea mays var. indurata) in Mexiko, den „Southwestern United States“ und den „Southeastern United States“, ähnlich wie Purple corn. Die Sorte ist eine der Haupttypen des Mais, welche für die traditionelle Südliche und Zentral-Mexikanische Küche als tlacoyo von Bedeutung sind.
Die Sorten stammen von den Hopi, den Pueblo-Indianern von Rio Grande in New Mexico, sowie mehreren Stämmen des Südostens, unter anderen den Cherokee. In Hopi-Gerichten wie piki bread ist der Mais existentieller Bestandteil. Blue Corn Meal (Mehl) wird aus dem ganzen Korn gemahlen und ist von süßem Geschmack. In der New Mexican Cuisine wird es oft zur Herstellung von Tortillas verwendet.

## Varietäten
Fünf verschiedene Hopi Blue Corn-Kultivare wurden in den 1950ern beschrieben. Sie zeigten deutliche Unterschiede bei bestimmten Merkmalen wie Pflanzenhöhe, Kerngewicht, Kerndurchmesser und Kerndicke. Die verschiedenen Varietäten haben Farbunterschiede zwischen fast Schwarz bis Blau-Grau und sind benannt als „Standard“-Blau (sakwaqa'o), Hart Blau (huruskwapu) und grau-blau (maasiqa'o).
Die traditionellen Hopi Blue Corn-Varietäten sind extrem Trockenheitstolerant, tiefwurzelnd und relativ niedrige Pflanzen, selten höher als 4 bis 5 ft (1,5 m). Die Rio Grande Pueblo Blue Corn-Varietäten sind größer, sie erreichen 5 bis 7 ft, stellen allerdings auch höhere Anforderungen und sind nicht so trockenheitstolerant wie die Hopi-Varietäten. Beide Hauptstämme bevorzugen tiefe, sandige Böden.
Andere ursprüngliche Varietäten des Blue Corn sind Yoeme Blue, mit kleinen Kernen, niedrigem, buschigen Wuchs (3 bis 4 ft; 1,2 m) und hoher Hitzetoleranz, eine Varietät der Wüste (low desert) die vor allem in der Salt River Pima Reservation in Arizona angebaut wird, sowie die nordmexikanische Varietät Tarahumara Maiz Azul der Tarahumara, die in den hochliegenden Wüsten am Rande der Sierra Madre in Nordmexico angebaut wird. Tarahumara Maiz Azul wird oft für Tortillas und Tamales in Mexiko verwendet, genauso wie für tesgüino, ein Maisbier der Tarahumara.
Eine traditionelle Varietät der Cherokee von der Eastern Band of Cherokee heißt Cherokee White Eagle Corn und wird an Stammesmitglieder von der Cherokee Nation Seed Bank verteilt. Diese ist eine hohe Sorte, die 5 bis 7 ft (2,1 m) Höhe erreicht, aber ebenso hohe Ansprüche stellt.

## Inhaltsstoffe
In 100 g der Tortillas aus blue corn (Sakwavikaviki) beträgt der Proteinanteil 7,8 %, im Vergleich mit 5,7 % in Tortillas aus gelbem Mais.
Die Varietäten unterschieden sich auch stark im Gehalt an Anthocyanen, den Polyphenol-Pigmenten, welche den Körnern ihre einzigartige Farbe verleihen. Anthocyanine haben einen hohen Anteil von Cyanidin 3-Glucosiden, Pelargonidin und Peonidin 3-Glucosiden.

## Weitere Nutzung
Neben den traditionellen Gerichten des Südwestens, findet blue corn auch kommerziell in Produkten wie blue corn chips und blue corn pancake mix Verwendung.

## Symbolische Bedeutung
Die Hopi benutzten Mais in religiösen Ritualen, wobei sie den blue corn in ein System von Richtungs-Beziehungen eingebunden haben, in dem der gelbe Mais mit dem Nordwesten in Verbindung stand; blue corn war mit dem Südwesten verbunden; red corn mit dem Südosten; white corn mit dem Nordosten; black corn mit der Oberen und all-colored corn mit dem Unteren.